# Rubén Díaz de Cerio
Rubén Díaz de Cerio (Moreda, 25 mei 1976) is een Spaans voormalig beroepswielrenner. Hij kwam vier seizoenen uit voor Euskaltel-Euskadi, maar reed voornamelijk als knecht en wist geen enkele overwinning te boeken.

## Grote rondes
Geen